# Туркин, Ураз
Ураз Туркин (каз. Ораз Түркин; 1895 год, аул Копа — 1973 год) — старший чабан колхоза «Ногайты» Байганинского района Актюбинской области, Казахская ССР. Герой  Социалистического Труда (1949).
Родился в 1895 году в бедной крестьянской семье в ауле Копа. С раннего детства занимался батрачеством. С 1930 года трудился чабаном в сельскохозяйственной артели, которая позднее была преобразована в колхоз «Копа» (позднее — колхоз «Ногайты») Табынского района (позднее — Байганинский район). Позднее был назначен старшим чабаном. Проработал в колхозе до выхода на пенсию в 1958 году.
В 1948 году бригада Ураза Туркина вырастила 652 ягнёнка от 438 овцематок. Удостоен звания Героя Социалистического Труда указом Президиума Верховного Совета СССР от 7 октября 1949 года с вручением ордена Ленина и золотой медали «Серп и Молот».
В «Ногайты» Байганинского района также трудился Герой Социалистического Труда чабан Мусиркеп Кайралапов.
Скончался в 1973 году.